# 红鳍东方鲀
红鳍东方鲀（学名：Takifugu rubripes，又名紅鰭多紀鲀，俗名虎河魨、氣規、規仔）为輻鰭魚綱魨形目四齒魨亞目四齒鲀科东方鲀属的一種鱼类。

## 分布
本魚分布于西北太平洋區，包括日本、韓國、北韓，以及中國、中國东海、中國黄海等海域。该物种的模式产地在長崎。

## 深度
水深5至60公尺。

## 特徵
本魚體呈圓筒形，被覆由鱗片特化的細棘；口小。魚背部墨綠色，散布一些不規則黑斑，腹部銀白色。尾鰭截形，背鰭軟條16至19枚；臀鰭軟條13至16枚，體長可達70公分。

## 生態
本魚幼魚常在沙泥底質的近海區域活動，一年後則移往外海區棲息，最適溫為14至25℃，屬於廣鹽性魚類。游動緩慢，受驚嚇時會吸入大量空氣或水，將魚體鼓脹成圓球狀，以嚇退掠食者，屬雜食性，以小型底棲動物和藻類為食。

## 經濟利用
為高經濟價值的食用魚，肉質細緻，在日本已經大量地人工養殖，肝臟及卵巢均有河豚毒素。